# تيريز من براونشفايغ-فولفنبوتل
تيريز من براونشفايغ-فولفنبوتل (بالألمانية: Therese von Braunschweig-Wolfenbüttel )‏ (و. 1728 – 1778 م) هي أرستقراطية ألمانية، ولدت في فولفنبوتل، توفيت عن عمر يناهز 50 عاماً.